# Atzél család
A borosjenői nemes és báró Atzél család egy újabb kori magyar nemesi család.

## Története
Nincs rá semmilyen bizonyíték, hogy a korábban Pozsonyban és Biharban is birtokos Atzél családból származna, amelynek felmenői István és Zsigmond, akik 1526-ban a mohácsi csatatéren estek el. Egy rövid életű ágazat ebből a családból Erdélybe is áttelepült, de 1762-ben kis is halt. A borosjenői Atzélok felemelkedése valójában a korábban nem nemes rendű Istvánnak köszönhető, aki 1803-ban I. Ferenctől királyi adománylevélben többek között Borosjenőt kapta, ettől kezdve használták előnevüket is. Idősebbik fia, Antal, Békés és Csanád vármegye főispánja volt, 1857-ben pedig osztrák birodalmi bárói rangot kapott. Ezt a főnemesi címet fia, Lajos idejében, 1875-ben Magyarországra is kiterjesztették.

## Jelentősebb családtagok
- Atzél Antal (1789–1868) több vármegye főispánja, a család bárói címének szerzője
- Atzél Béla (1850–1900) utazó, földbirtokos, az országos kaszinó igazgatója
- Atzél Lajos (1828–1904) politikus, huszárkapitány
- Atzél Péter (1836–?) politikus, Arad polgármestere, Arad vármegye főispánja
- Atzél Áron Gergely (1973.I.3 -?) A "Combínós gyilkos" néven ismert